# HD 240210
HD 240210 är en ensam stjärna, belägen i den mellersta delen av stjärnbilden Cassiopeja. Den har en  skenbar magnitud av ca 8,33 och kräver åtminstone en stark handkikare eller ett mindre teleskop för att kunna observeras. Baserat på parallax enligt Gaia Data Release 2 på ca 2,7 mas, beräknas den befinna sig på ett avstånd på ca 1 230 ljusår (ca 376 parsek) från solen. Den rör sig bort från solen med en heliocentrisk radialhastighet på ca 8,6 km/s.

## Egenskaper
HD 240210 är en orange till gul jättestjärna av spektralklass K3 III. Den har en massa som är ca 1,3 solmassor, radie som är lika med ca 25 solradier och har ca 152 gånger solens utstrålning av energi från dess fotosfär vid en effektiv temperatur på 4 000 K.

## Planetsystem
I juni 2009 upptäckte Niedzielski et al. en planet som kretsar kring HD 240210. Denna exoplanet har en massa som är ≥6,9 Jupitermassor och en omloppsperiod av ca 502 dygn. Bevis för ytterligare planetariska följeslagare har också hittats.